# Brouwerij Rubbens

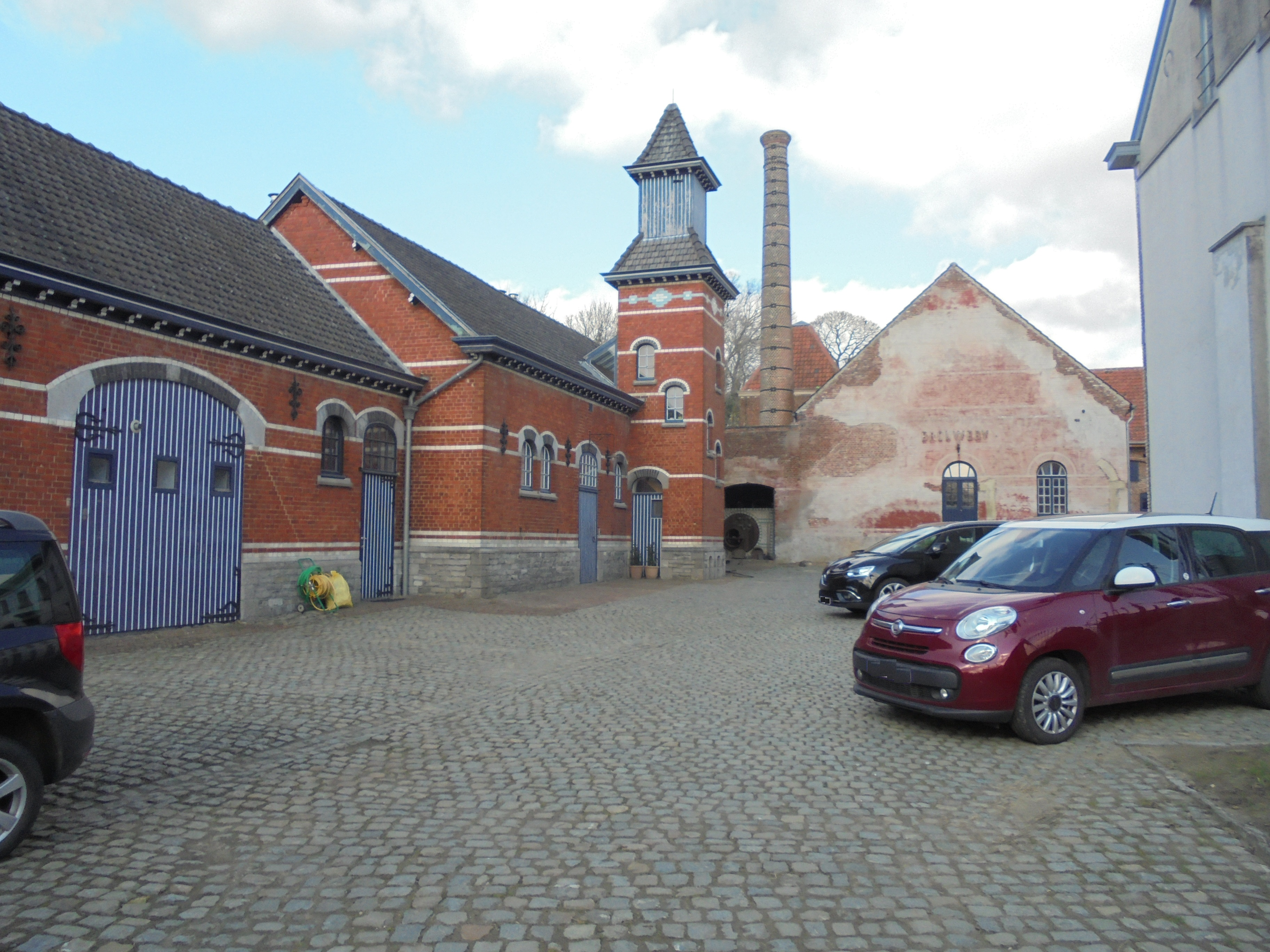
De brouwerij in maart 2021

Brouwerij Rubbens is een voormalige bierbrouwerij in de Steenbergstraat in het Oost-Vlaamse Zonnegem (Sint-Lievens-Houtem) in België.

## Boerderij
Brouwerij Rubbens is ontstaan in een 18e-eeuwse herenhoeve die halfweg de 19e eeuw werd omgevormd tot een bierbrouwerij.
Door concurrentie van grotere brouwerijen diende brouwerij Rubbens in 1970 te sluiten en werd de inboedel verkocht.
Vanaf 1995 kregen de vervallen gebouwen weer de aandacht van personen die voor het behoud van het cultureel erfgoed ijveren. Na een gedeeltelijk restauratie werd de brouwerij in 1997 definitief beschermd, zodat men nu een beroep kan doen op subsidies om het oude terrein op te knappen.
Daarom werd de VZW Oude Brouwerij van Zonnegem opgericht om naast de brouwerijzaal ook de mouttoren en schoorsteen in ere te herstellen. Later werd de brouwerij ook ingericht als zaal voor culturele evenementen. Om de restauratie te bekostigen worden allerlei activiteiten georganiseerd en wordt eveneens een bier gebrouwen: Zonnegemse Zot.
De geschiedenis van de brouwerij en het brouwproces werden te boek gesteld en zijn ter plaatse te bekijken.